# Departamento de Leales
Departamento de Leales är en kommun i Argentina.   Den ligger i provinsen Tucumán, i den norra delen av landet, 1 000 km nordväst om huvudstaden Buenos Aires.
Omgivningarna runt Departamento de Leales är en mosaik av jordbruksmark och naturlig växtlighet. Runt Departamento de Leales är det ganska glesbefolkat, med 28 invånare per kvadratkilometer.